# Валтер Горн
Валтер Горн (на немски: Walter Gorn) е немски офицер, служил по време на Първата и Втората световна война.

## Биография

### Ранен живот и Първа световна война (1914 – 1918)
Валтер Горн е роден на 24 септември 1898 г. в Биганин, провинция Позен, Прусия. През 1916 г. постъпва в армията като офицерски кадет от гренадирски полк. Участва в Първата световна война и до кая ѝ служи в картечна рота на щурмови полк. По случая е награден с ордена „Железен кръст“ – II степен.

#### Междувоенен период
През юни 1920 г. се присъединява към полицията със звание унтервахтмайщер и към 1927 г. достига до чин полицейски лейтенант. От октомври 1934 г. полицейски капитан.
През 1935 г. се връща отново в армията, в чин капитан, където е заместник-командир на рота от мотоциклетен батальон.
От юли 1939 г. е началин-щаб на 19-и корпус.

### Втора световна война (1939 – 1945)
Между януари-октомври 1940 г. е командир на батальон от резерва, след октомври майор и пехотен командир на батальон предназначен за сраженията около Сърбия.

#### Германо-съветски фронт
През юни 1941 г. е преместен на германо-съветския фронт, където участва в сраженията при Тернопол, Уман, Днепропетровск, Киев, Суми и Курск. От февруари 1942 г. е подполковник и командир на мотоциклетен батальон от 9-а танкова дивизия.
С октомври на същата година му е поверено командването на гренадирски полк от същата дивизия и през март 1943 г. начело на него е заслужено повишен в чин полковник.
След това последователно: от ноември 1943 г. е началник на учебните курсове в училичето на танковите войски, с юли 1944 г. – командир на 561-ва народно-гренадирска дивизия (в Източна Прусия), от октомври 1944 г. – генерал-майор и през април 1945 г. командир на 710-а пехотна дивизия (в Австрия).
На 8 май 1945 г. е взет в американски плен.

## Военна декорация
| - Германска „Танкова значка“ (?) – бронзова (?) - Германско отличие „За близък бой“ (?) – бронзово (?) - Германска „Значка за раняване“ (?) – сребърна (?) - Германски орден „Железен кръст“ (?) – II (?) и I степен (?) - Орден „Германски кръст“ (?) – златен (?) | - Рицарски кръст с дъбови листа и мечове - Носител на Рицарски кръст (20 април 1941) - Носител на Дъбови листа № 113 (17 август 1942) - Носител на Мечове № 30 (8 юли 1943) |